# Campionato Nazionale 1922-1923
La stagione 1922-1923 è stato l'ottavo Campionato Nazionale, e ha visto campione l'Eishockeyclub St. Moritz.

## Gruppi

### Serie Est
| St. Moritz 24 dicembre 1922 | Grasshoppers | 1 – 11 referto | St. Moritz |  |

| St. Moritz 24 dicembre 1922 | St. Moritz | 2 – 1 referto | Davos |  |

EHC St. Moritz passa alla finale.

### Serie Ovest

#### Quarto di finale
| Château-d'Oex 7 gennaio 1923 | Losanna | 8 – 1 referto | Servette |  |

#### Semifinali
| Château-d'Oex 7 gennaio 1923 | La Chaux-de-Fonds | 0 – 8 referto | Château-d'Œx |  |

| Château-d'Oex 7 gennaio 1923 | Losanna | 1 – 22 referto | Rosey-Gstaad |  |

#### Finale
| Château-d'Oex 7 gennaio 1923 | Rosey-Gstaad | 4 – 1 referto | Château-d'Œx |  |

## Finale
| Caux 14 gennaio 1923 | St. Moritz | 3 – 0 referto | Rosey-Gstaad |  |

## Verdetti
| Campionato Nazionale 1922-1923 | Campionato Nazionale 1922-1923 |
| ------------------------------ | ------------------------------ |
| Campionato Nazionale           | St. Moritz                     |